# Jim Page
Jim Page ist ein US-amerikanischer Filmeditor.
Jim Page wuchs in Imperial Beach auf und studierte Fotografie an der University of California, San Diego. Ab Ende der 1980er Jahre wurde er Assistent beim Filmschnitt, und ab Mitte der 1990er Jahre selbst als Editor tätig. Sein Fokus liegt auf Actionfilmen, sein Schaffen umfasst rund 40 Film- und Fernsehproduktionen.

## Filmografie (Auswahl)
- 1999–2000: Noch mal mit Gefühl (Once and Again, Fernsehserie, 7 Folgen)
- 2001: The Majestic
- 2002: The Salton Sea
- 2002–2003: Boomtown (Fernsehserie, 8 Folgen)
- 2005: Kiss Kiss, Bang Bang
- 2006: Firewall
- 2007: Disturbia
- 2008: Eagle Eye – Außer Kontrolle (Eagle Eye)
- 2009: Der Fluch der 2 Schwestern (The Uninvited)
- 2010: So spielt das Leben (Life As We Know It)
- 2011: Ich bin Nummer Vier (I Am Number Four)
- 2013: Hänsel und Gretel: Hexenjäger (Hansel & Gretel: Witch Hunters)
- 2014: Keine gute Tat (No Good Deed)
- 2014: Seventh Son
- 2015: Scouts vs. Zombies – Handbuch zur Zombie-Apokalypse (Scouts Guide to the Zombie Apocalypse)
- 2015: Vor ihren Augen (Secret in Their Eyes)
- 2017: xXx: Die Rückkehr des Xander Cage (xXx: Return of Xander Cage)
- 2018: The First Purge
- 2018: Nomis – Die Nacht des Jägers (Night Hunter)
- 2022: Violent Night
- 2024: Dirty Angels
- 2025: Cleaner